# Eleições parlamentares no Chile em 2009
As eleições parlamentares chilenas de 2009 foram realizadas em 13 de dezembro, junto às eleições presidenciais.